# Острова Моала
Моала (англ. Moala Islands) — островная группа в составе архипелага Лау. Является частью Фиджи.

## География
Острова Моала расположены в южной части Фиджи, в южной части Тихого океана. Находятся примерно в 160 км от столицы Фиджи, города Сува. Омываются водами моря Коро. Ближайший материк, Австралия, находится в 2800 км.
С точки зрения геологии, острова имеет вулканическое происхождение. Островная группа включает в себя три острова. Крупнейший из них — остров Моала, площадь которого составляет 62,5 км². На нём же расположена и высшая точка группы, которая достигает 468 м (на ней расположены два кратерных озера).
Острова Моала покрыты густыми тропическими лесами. Из растительности преобладают кокосовые пальмы. Климат на островах влажный тропический. Подвержены негативному воздействию циклонов.
Кроме острова Моала группа состоит из островов Матуку — 57 км² и Тотоя — 28 км².

## История
Европейским первооткрывателем островов является британский путешественник Уильям Блай, открывший группу в 1792 году. В середине XVIII века острова Моала попали под контроль вождей с острова Мбау, расположенного недалеко от побережья Вити-Леву, а в 1853 году были завоёваны тонганцами. В 1874 году острова, как и другие острова Лау, стали частью британской колонии Фиджи.